# Christel Schaldemose

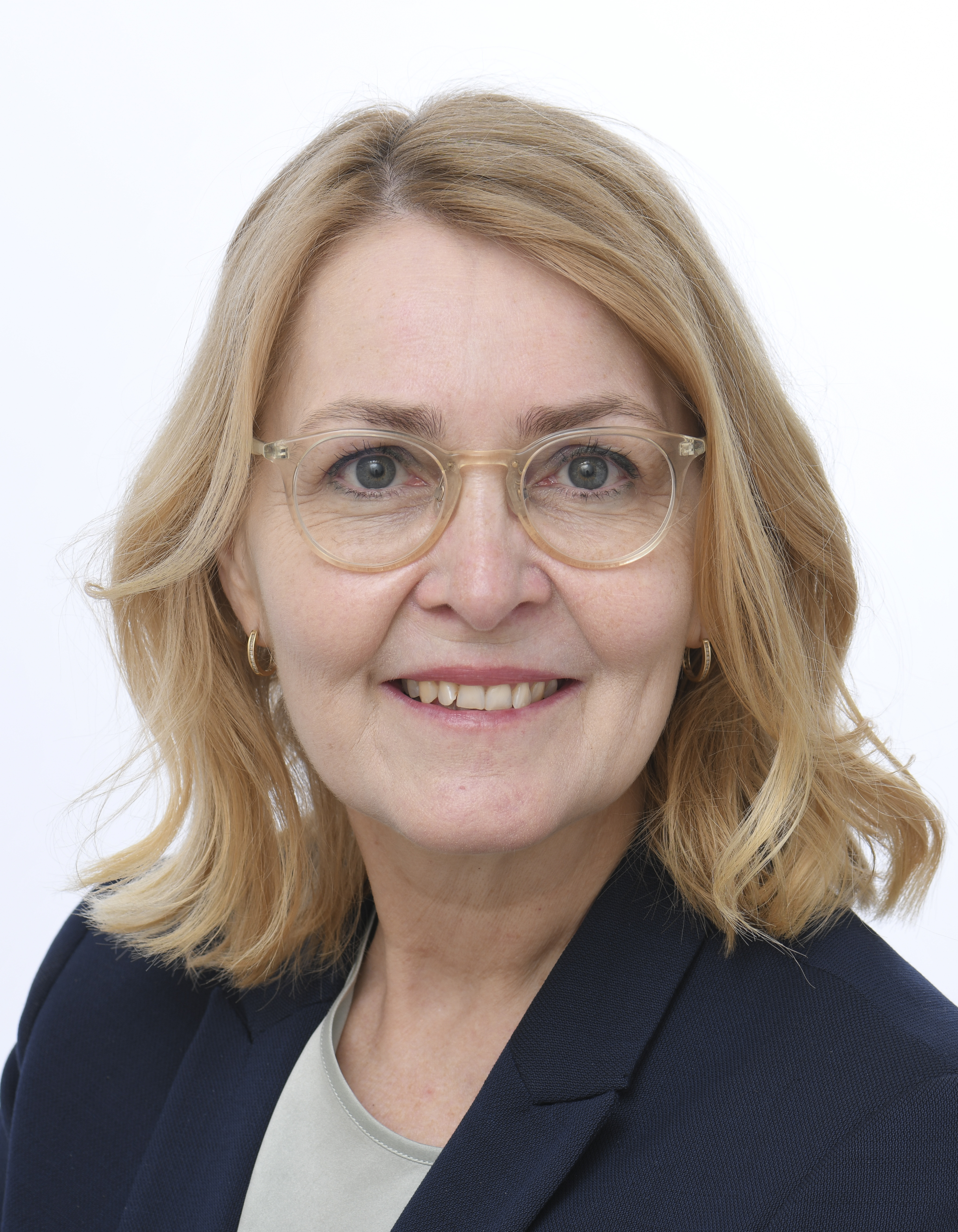
Christel Schaldemose (2024)

Christel Schaldemose (* 4. August 1967 in Odense) ist eine dänische Politikerin der Sozialdemokraten.
Schaldemose studierte Geschichte und arbeitete danach als Historikerin. 1985–89 saß sie im Vorstand des sozialdemokratischen Jugendverbands (Danmarks Socialdemokratiske Ungdom). 2006 rückte sie für Henrik Dam Kristensen ins Europäische Parlament nach. 2009 kandidierte sie erfolgreich für ein eigenes Mandat.

## EU-Abgeordnete
Schaldenmose ist in der Periode 2009 bis 2013 Mitglied im Ausschuss für Binnenmarkt und Verbraucherschutz und in der Delegation für die Beziehungen zu Japan.
Als Stellvertreterin ist sie im Ausschuss für Umweltfragen, öffentliche Gesundheit und Lebensmittelsicherheit, im  Ausschuss für Landwirtschaft und ländliche Entwicklung und in der Delegation für die Beziehungen zu den Vereinigten Staaten.

## Schriften
- Foodfight.eu – din kost bestemmer, hvem du er – men hvem bestemmer, hvad du spiser? (2011, mit Benny Engelbrecht)